# Toshiki Tajima
Pour les articles homonymes, voir Tajima.
Toshiki Tajima (田島 俊樹, Tajima Toshiki), né le 18 janvier 1948, est un physicien théorique japonais et professeur d'université à l'Université de Californie, Irvine (UCI).

## Biographie
Tajima a étudié à l'université de Tokyo avec une licence en 1971 et une maîtrise en 1973 et a reçu son doctorat de l'UCI en 1975. En tant que chercheur postdoctoral, il a été à l'université de Californie à Los Angeles et de 1980 à l'université du Texas à Austin où il est devenu professeur, où il est resté jusqu'en 2001. De 1998 à 2001, il a été adjoint spécial du directeur associé au Laboratoire national de Lawrence Livermore et de 2000 à 2002 au SLAC. De 2002, il a été directeur de l'Institut des sciences photoniques de Kansai de l'Agence japonaise de l'énergie atomique et de 2008 à 2011, il a été professeur à l'université Louis-et-Maximilien de Munich. Depuis 2008, il travaille également à l'accélérateur KEK. Il est professeur de Rostoker à l'UCI.
Il s'intéresse à la physique du plasma, à la physique du laser, à la fusion nucléaire, à l'astrophysique des plasmas, à la physique des accélérateurs et aux applications médicales de la physique. Avec John M. Dawson (en), il a mis au point Laser Wakefield Acceleration (LWFA), une application laser pour l'accélération des particules. Il a également participé à la démonstration expérimentale de la faisabilité du concept en 1994.
En 2006, il a reçu le prix Nishina et en 2015, il a reçu le Prix Enrico Fermi et a été Blaise Pascal Professeur et professeur Einstein professeur de l'Académie chinoise des sciences. Il a été président du Comité international pour les lasers à ultrahaute intensité (ICUIL) et directeur adjoint du Centre international pour les sciences et la technologie de Zetta-Exawatt (IZEST) à l'École Polytechnique (directeur Gérard Mourou). Il est membre de la Société japonaise pour la promotion de la science.
Il est directeur scientifique en chef de Tri Alpha Energy à Foothill Ranch, en Californie, près de Lake Forrest, une société fondée en 1998 et spécialisée dans les fusions (notamment Aneutronic Fusion, Field Inversed Configuration).

## Publications
- avec K. Shibata: Plasma Astrophysics, Addison-Wesley 1997
- Computational plasma physics. With applications to fusion and astrophysics, Frontiers in Physics, Band 72, 1989, 1
- avec J. M. Dawson: Laser electron accelerator, Phys. Rev. Lett., Band 43, 1979, S. 267
- avec C. Joshi, J. M. Dawson u.a.: Forward Raman instability and electron acceleration, Phys. Rev. Lett., Band 47, 1981, S. 1285
- avec M. R. Kundu u.a.: Current loop coalescence model of solar flares, Astroph. J., Band 321, 1987, S. 1031-1048
- avec K. Shibata u.a.: Two-dimensional magnetohydrodynamic model of emerging magnetic flux in the solar atmosphere, Astroph. J., Band 345, 1989, S. 584-596
- avec K. Nakajima u.a.: Observation of ultrahigh gradient electron acceleration by a self-modulated intense short laser pulse, Phys. Rev. Lett., Band 74, 1995, S. 4428
- avec R. Matsumoto: Magnetic viscosity by localized shear flow instability in magnetized accretion disks, Astroph. J., Band 445, 1995, S. 767-779
- avec P. Chen: Testing Unruh radiation with ultraintense lasers, Phys. Rev. Lett., Band 83, 1999, S. 256
- avec T. Esirkepov u.a.: Proposed double-layer target for the generation of high-quality laser-accelerated ion beams, Phys. Rev. Lett., Band 89, 2002, S. 175003
- avec G. Mourou: Zettawatt-exawatt lasers and their applications in ultrastrong-field physics, Physical Review Special Topics-Accelerators and Beams, Band 5, 2002, S. 031301
- avec T. Esirkepov, S. V. Bulanov: Light intensification towards the Schwinger limit, Physical Review Letters, Band 91, 2003, S. 085001
- avec K. Matsukado u.a.: Energetic protons from a few-micron metallic foil evaporated by an intense laser pulse, Phys. Rev. Lett., Band 91, 2003, S. 215001
- avec T. Esirkepov, G. A. Mourou u.a.: Highly efficient relativistic-ion generation in the laser-piston regime, Phys. Rev. Lett., Band 92, 2004, S. 175003
- avec G. A. Mourou, S. V. Bulanov: Optics in the relativistic regime, Reviews of modern physics, Band 78, 2006, S. 309
- avec A. Henig u.a.: Radiation-pressure acceleration of ion beams driven by circularly polarized laser pulses, Phys. Rev. Lett., Band 103, 2009, S. 245003
- avec G. Mourou, P. Brocklesby, J. Limpert: The future is fibre accelerators, Nature Photonics, Band 7, 2013, S. 258-261